# Mona May Karffová
Mona May Karffová (20. října 1911 nebo 1914, Besarábie – 10. ledna 1998, New York) byla americká šachistka, společně s Mary Bainovou a Giselou Gresserovou vůdčí osobnost amerického ženského šachu čtyřicátých a počátku padesátých let 20. století.

## Život
Mona May Karffová, rozená Ratnerová se narodila v Besarábii, tehdejší gubernii Ruského impéria. Byla židovského původu a ve dvacátých letech se s rodinou přestěhovala do Tel Avivu v Palestině, kde jí její otec, bohatý velkostatkář, naučil v devíti letech hrát šachy. V druhé polovině třicátých let se přestěhovala do USA, kde se provdala za svého bratrance a právníka Abrahama Karffa. Manželství trvalo jen krátce, po rozvodu navázala dlouhodobý vztah se šachistou Edwardem Laskerem.

## Šachová kariéra
Karffová vyhrála sedmkrát mistrovství USA žen v šachu (1938, 1941, 1942, 1946, 1948 společně s Gresserovou, 1953 a 1974) a čtyřikrát ženské USA Open mistrovství (1938, 1939, 1948 a 1950).
Třikrát se zúčastnila turnaje o titul mistryně světa v šachu (roku 1937 ve Stockholmu, kde reprezentovala ještě Palestinu skončila společně s Nelly Fišerovou na šestém a sedmém místě, 1939 v Buenos Aires, kde hrála již za USA a byla pátá, a na přelomu let 1949-1950 v Moskvě, kde se umístila na dvanáctém až čtrnáctém místě). Roku 1952 a 1955 se probojovala do turnaje kandidátek mistrovství světa v Moskvě, kde však skončila na jedenáctém, resp. na sedmnáctém místě.
Roku 1950 jí FIDE udělila titul a mezinárodní mistryně. Roku 1971 se zúčastnila mezipásmového turnaje žen v Ohridu, kde skončila patnáctá. Roku 1974 reprezentovala svou zemi na šesté ženské šachové olympiádě v Medellínu.

## Výsledky na MS v šachu žen
| 1937      | 6. mistrovství světa v šachu žen | Stockholm    | 8/14      | 6.-7.   |
| 1939      | 7. mistrovství světa v šachu žen | Buenos Aires | +13 -4 =2 | 5.      |
| 1949-1950 | 8. mistrovství světa v šachu žen | Moskva       | +4 -9 =2  | 12.-14. |